# Gabrielle Réjane
Gabrielle Réjane (Paris, 6 de junho de 1856 - Paris, 14 de junho de 1920) foi uma atriz francesa.
Quase tão célebre em seu tempo quanto Sarah Bernhardt ou Eleonora Duse, Gabrielle Réjane fez sua primeira turnê no Brasil em 1902, apresentando-se entre os dias 1º de julho e 3 de agosto no Teatro Lírico do Rio de Janeiro e no Teatro Santana de São Paulo.
Notável atriz e comediante, Réjane teve sua estreia no Theatre du Vaudeville, em 1875, iniciando uma brilhante carreira e formando aos poucos um vasto repertório nos mais famosos teatros parisienses. Entre suas mais inspiradas e importantes criações destacaram-se: M Cousine (1890), de Henri Meilhac; Amoureuse (1891), de Porto-Riche; Madame Sans-Gene (1893), de Sardou, e Zaza (1898), de Berton e Simon.
Imensamente admirada por artistas como Marcel Proust, Réjane abriu em 1906 seu próprio teatro em Paris, o qual batizou orgulhosamente com seu próprio nome, assim como Sarah Bernhardt. 
Em 1909, Réjane retornou ao Brasil, apresentando-se em São Paulo e no Theatro Municipal do Rio de Janeiro (entre 15 de julho e 22 de agosto). O teatro, inaugurado na véspera e construído graças ao estímulo do escritor Arthur Azevedo, com sua campanha na imprensa carioca de incentivo as artes nacionais, teve suas instalações ocupadas pela primeira vez pela grande companhia francesa.
Durante a Primeira Guerra Mundial, Réjane engajou-se admiravelmente, auxiliando as vítimas de combate com parte de sua fortuna pessoal. 
No dia 14 de junho de 1920, Gabrielle Réjane faleceu na capital francesa, oito dias após completar 64 anos.

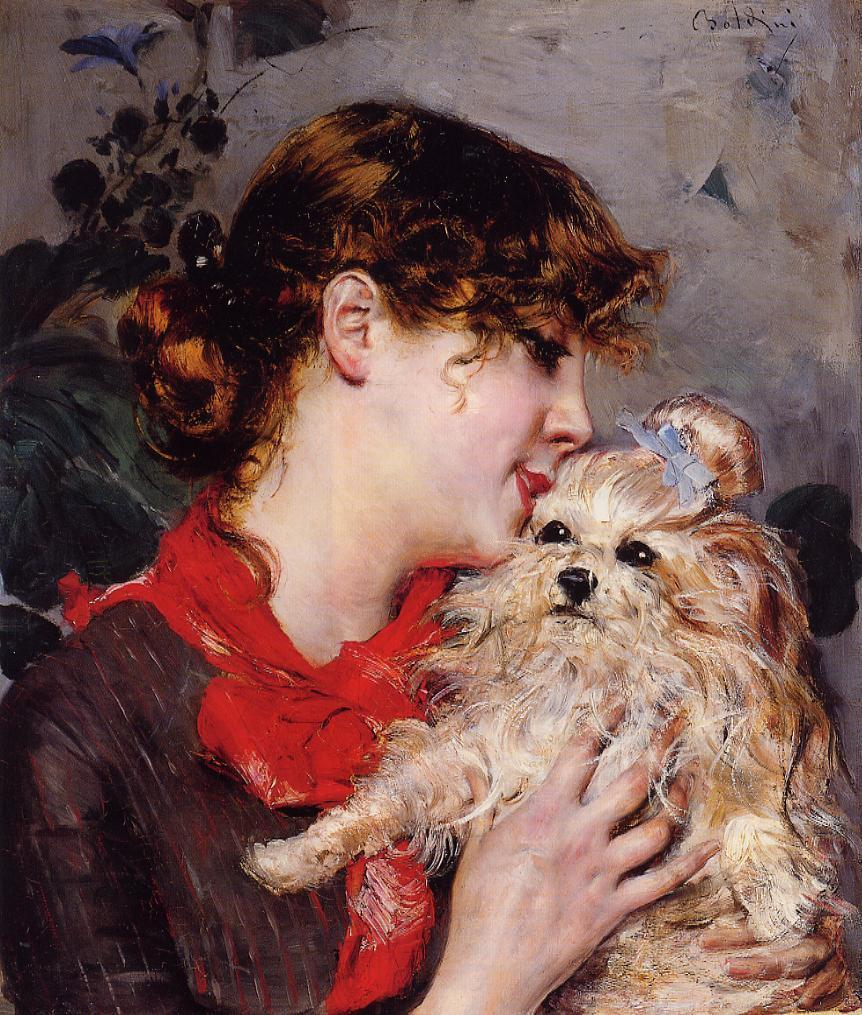
A atriz Réjane e seu cão, Giovanni Boldini. Ca 1885